# Gonzalo Valderrama
Gonzalo Valderrama Múnera (Bogotá, 25 de agosto de 1969) es un comediante, comediante en vivo, standupero, actor de teatro  y televisión colombiano, conocido por su participación en el programa Los comediantes de la noche

## Principio de su carrera
Comenzó su carrera como cuentero en la plaza de Bolívar en el 1991 (curiosamente un miércoles de ceniza) gremio en el cual una cuentera española lo definió como el niño "heavy metal de la cuentería" por sus contenidos ácidos que también ha llevado al Stand-Up Comedy en la cual lleva 26 años.

## Estilo de comedia
Define su estilo desde la neurosis y plantea que su espectáculo no es para todo público. Su trabajo más reconocido como comediante es La Comedia Mal-Parada y los ricos también rie en diferentes versiones (como la comedia Mal-Parada reparada).

## Vida personal
Gonzalo Valderrama sufre de trastorno bipolar, y por su condición ha sido internando en varias ocasiones en una clínica de reposo, durante mucho tiempo.

## Desaparición
El 12 de febrero de 2016 su esposa confirmó que el comediante salió de su casa a una reunión familiar y posteriormente a una cita de trabajo, reuniones a las cuales nunca llegó y por las cuales se temía por la suerte de este, la última imagen conocida es de ese mismo día en horas de la mañana en un cajero automático de la ciudad de Bogotá. Luego de tres días de desaparición fue encontrado y dijo que era consciente del tema, dijo que estaba escondido en el Parque nacional y meditando ya que había una voz que me hablaba “Estaba tomando unas decisiones con toda consciencia”.